# Lista zhengi
Lista zhengi (лат.) — вид бабочек-огнёвок рода Lista из подсемейства Epipaschiinae. Назван в честь китайского энтомолога профессора Zhe-Min Zheng (1932–2021).

## Распространение
Китай  (Hainan, Henan, Hubei).

## Описание
Бабочки средних размеров. Размах крыльев около 2 см. Этот вид похож на Lista strumiformis и Lista plinthochroa. Его можно отличить от двух последних видов в гениталиях самцов по боковым плечам гнатоса с крючковатым отростком у базальной 1/3 и фаллосу без корнутуса; в гениталиях самок — бурсовым протоком с половинным склеротизованным основанием и сумками тела, почти равными по длине бурсовому протоку; у L. strumiformis и L. plinthochroa на боковых плечах гнатоса отсутствует крючковидный отросток, а на фаллосе имеется один корнутус; в гениталиях самок бурса протока склеротизована в базальной 1/4 и примерно в 1,2 раза длиннее, чем тело бурсы у L. plinthochroa, при этом протоки бурсы протока не склеротизируется и тело бурсы примерно в два раза длиннее, чем проток бурсы у L. strumiformis. Голова желтовато-белая. Грудь и тегулы жёлтые, залиты чёрным. Переднее крыло с чёрной базальной частью, залитой бледно-розовой чешуей; срединная область бледно-розовая, с примесью жёлтых и чёрных чешуек, с большим количеством жёлтых чешуек по краю ребра; дистальное поле бледно-бурое, по жилкам с белыми полосками, окаймленными чёрным с обеих сторон; передняя линия нечёткая, идёт от базальной 1/3 реберного края вертикально к нижнему краю клетки, затем наклонно внутрь до базальной 1/4 спины, окаймлена нечеткими бледно-розовыми фасциями по внутреннему и внешнему краю. Передние конечности бугристые, покрыты жёлтыми чешуйками на бёдрах и голенях, каждый членик на вершине жёлтый; средние и задние конечности жёлтые, за исключением бёдер, смешанных с бурыми чешуями.  Лабиальные щупики вздернуты вверх.

## Таксономия
Вид был впервые описан в 2021 году китайскими энтомологами Hou-Hun Li и Hua Rong (Китай). Таксон близок к видам Lista strumiformis и Lista plinthochroa.